# 萊莉海灘
8°0′38″N 98°50′22″E / 8.01056°N 98.83944°E

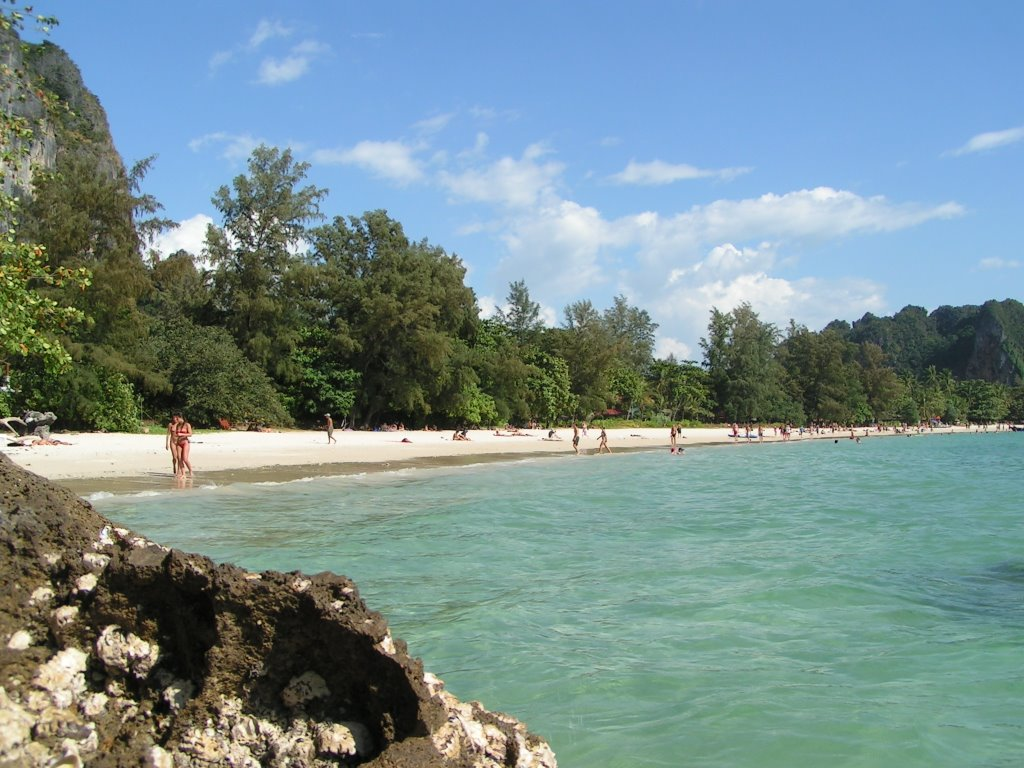
萊莉海灘

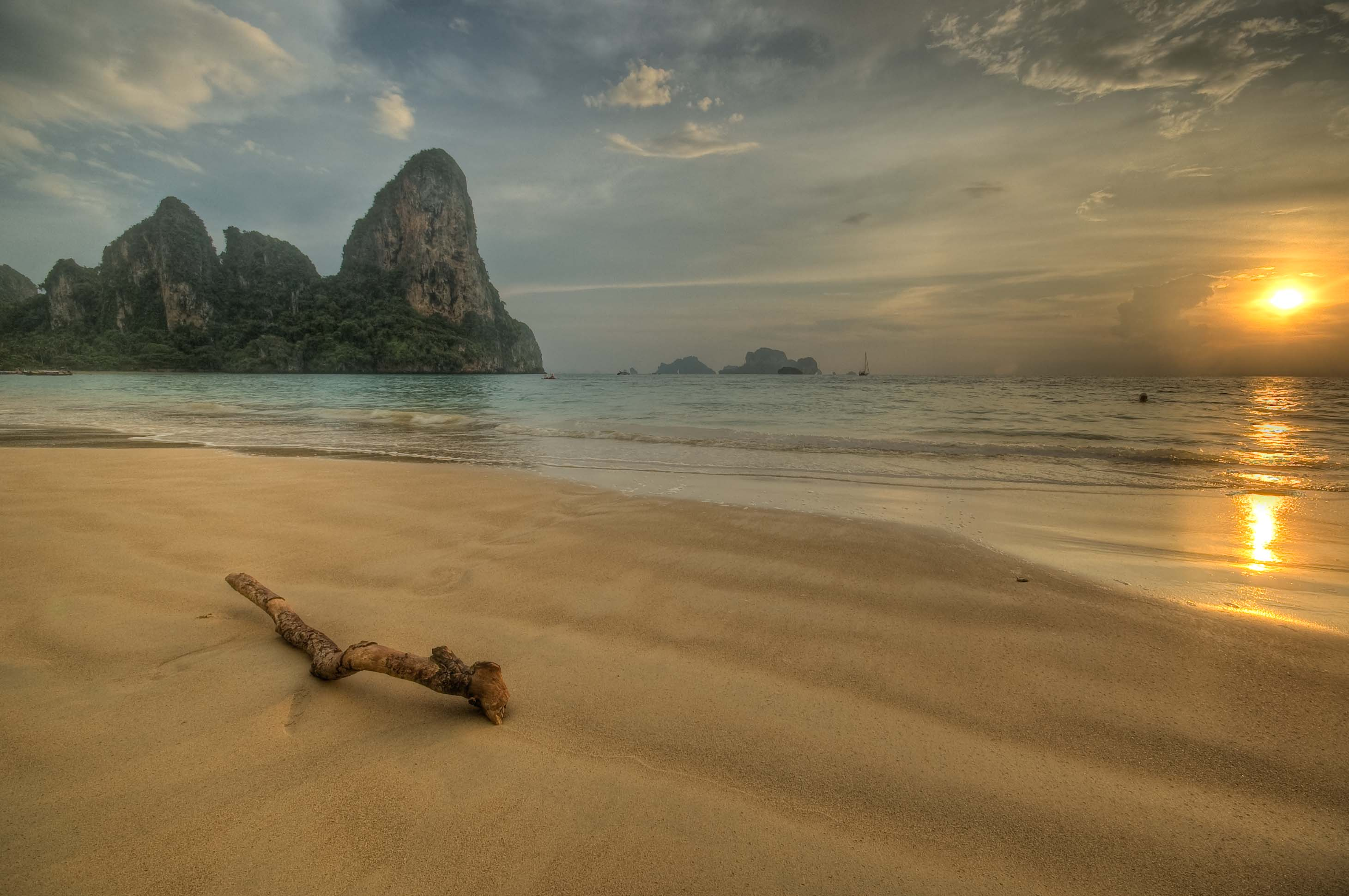
萊莉海灘

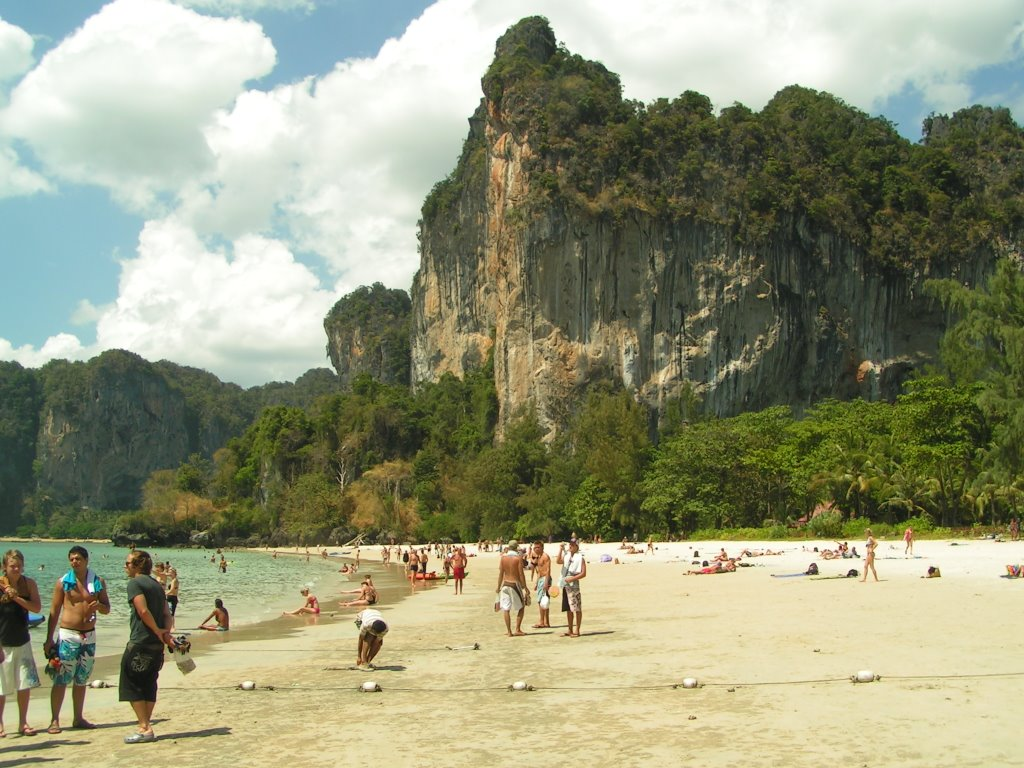
萊莉海灘

萊莉海灘是一個小半島，位於喀比和拗廊之間，屬於喀比的南灣，列屬國家公園管理範圍。
欲通往斷切的石灰岩崖，只能搭船前往，萊莉海灘包括了西萊莉、東萊莉和Tonsai三部分。萊莉海灘特殊的石灰岩地形吸引了全球的攀岩愛好者前往，此處亦可見鐘乳石洞穴的地質景觀，萊莉海灘亦以其美麗的沙灘和悠閒的氣氛而聞名。2004年印度洋大地震引發的海嘯，並未在此地造成嚴重的傷害。